# Saint-Mitre-les-Remparts
Saint-Mitre-les-Remparts – miejscowość i gmina we Francji, w regionie Prowansja-Alpy-Lazurowe Wybrzeże, w departamencie Delta Rodanu.
Według danych na rok 1990 gminę zamieszkiwało 5139 osób, a gęstość zaludnienia wynosiła 244 osoby/km² (wśród 963 gmin regionu Prowansja-Alpy-W. Lazurowe Saint-Mitre-les-Remparts plasuje się na 131. miejscu pod względem liczby ludności, natomiast pod względem powierzchni na miejscu 476.).